# Pierre-Jean Nédélec
Pierre-Jean Nédélec, en breton Per-Yann Nedeleg, est un prêtre français, du diocèse de Quimper et de Léon, né le 28 mars 1911 à Plonéour-Lanvern et mort le 1er juin 1971  à Quimper. Il publie divers ouvrages historiques, linguistiques et religieux, et préside une société savante.

## Biographie
Il fait ses études secondaires au petit séminaire de Pont-Croix, avant d’entrer en 1929 au Grand séminaire de Quimper, puis de poursuivre ses études au Séminaire français de Rome où il obtient une licence de théologie à l'Université grégorienne. Il est ordonné diacre le 25 juillet 1934 à Quimper, puis prêtre quelques semaines plus tard, le 14 octobre 1934 (à Quimper), avant de retourner à Rome terminer ses études. À son retour en 1935, il est nommé directeur au Grand séminaire de Quimper. Il y enseignera pendant quinze ans l’histoire de l’Église et le breton.
Il fonde en 1936 avec son ancien condisciple à Rome, l’abbé Louis Le Floch, alias Maodez Glanndour, la revue Studi hag Ober, dont il se charge de l’administration jusqu’en 1941.
Membre du Bleun-Brug, il publie en 1942 un recueil de cantiques bretons, Kantikou Brezonek Eskopti Kemper ha Leon, dans lequel il opère une sélection parmi les vieux cantiques bretons chantés dans les paroisses, en modernise l’orthographe ou en révise les paroles là où on trouvait parfois des mots d’origine française. La même année, il est élu trésorier de la « Kenvreuriez ar Brezoneg », qu’il contribue à relancer comme association de prêtres chargée de « maintenir et de propager la langue bretonne dans le diocèse » de Quimper et Léon.
En 1950, il est nommé secrétaire-archiviste à l’évêché de Quimper. En novembre 1953, il est promu chanoine honoraire, et exerce à partir de 1954, les fonctions de chancelier de l’évêché, mais sans en porter le titre.
En 1962, il est devient aumônier de la communauté des religieuses de Keranna à Quimper, tout en conservant ses fonctions d’archiviste diocésain.
En décembre 1964, il est nommé secrétaire général de la « commission interdiocésaine des textes liturgiques en breton (Vannes, Saint-Brieuc, Quimper) ». Au sein de la « Kenvreuriez ar Brezoneg », relancée après le concile Vatican II, il anime avec Mgr Visant Favé une équipe de traducteurs pour traduire en langue bretonne les textes liturgiques issus de la réforme post-conciliaire, notamment le nouvel Ordo Missae et le lectionnaire des dimanches et fêtes qui seront publiés après sa mort. Il dirige de 1969 à 1971 la revue Kaierou Kenvreuriez ar Brezoneg eskopti Kemper ha Leon qui publie les traductions en breton des messes et lectures du dimanche.
Vice-président depuis 1957 de la Société archéologique du Finistère, il en devient le président en 1965. Il démissionne en 1969 pour raisons de santé, mais demeure administrateur de la société jusqu’à son décès le 1er juin 1971, à l’âge de 60 ans.

## Publications

### Travaux personnels
- des articles dans les revues Bulletin de la Société Archéologique du Finistère, Kaierou Kenvreuriez ar Brezoneg eskopti Kemper ha Leon, Kroaz-Breiz, et La Semaine Religieuse de Quimper et de Léon,
- Kantikou Brezonek Eskopti Kemper ha Leon [« Cantiques bretons du diocèse de Quimper et de Léon »], Brest, Moulerez ru ar C’hastel [imprimerie rue du Château], 1942, 207 p. 
– Kantikou Brezonek Eskopti Kemper ha Leon. 1946 (2e édition avec musique notée), Kemper, Guivarc’h–Le Goaziou, 1946, 232 p.
- Yezadur ar Brezoneg [« Grammaire du breton »], Lesneven, 1943, 108 p.
- avec Joseph Le Marrec, Kantikou Brezonek Eskopti Kemper ha Leon, Kemper, Guivarc’h–Le Goaziou, 1946, 202 p. avec partitions,
- avec François Falc’hun, Histoire de la langue bretonne d'après la géographie linguistique, Imprimerie Cornouaillaise, 1963, 14 p.
- La cathédrale de Quimper, Châteaulin, éditions d’Art Jos Le Doaré, [sd], 32 p.
- Notre-Dame de Tréminou en Plomeur, Châteaulin, éditions d’Art Jos Le Doaré, 1965, 15 p.
- Plomeur : son église et ses chapelles, publié par l’Association des amis de Notre-Dame de Tréminou, Châteaulin, éditions Jos, 2011, 16 p.

### Direction d’ouvrages
- Missel en langue bretonne :
  - Leor-overenn evid an aoter (Missel d’autel), Kenvreuriez ar Brezoneg Eskopti Kemper ha Leon, 1970, 52 p. grand format,
  - Komz Doue en overenn, levr T (Lectionnaire du Temporal), Kenvreuriez ar Brezoneg Eskopti Kemper ha Leon, 1972, 159 p.

Les volumes suivants du missel en langue bretonne seront édités par le chanoine François Élard qui lui succédera comme responsable de l’équipe des traducteurs de la Kenvreuriez ar Brezoneg.